# Poligon
Poligon (russisk: Полигон) er en sovjetisk animationsfilm fra 1977 af Anatolij Petrov.

## Medvirkende
- Vsevolod Jakut
- Oleg Moksjantsev
- Aleksandr Beljavskij
- Anatolij Kuznetsov
- S. Martynov